# Høylandet
Høylandet ist eine Kommune im norwegischen Fylke Trøndelag. Die Kommune hat 1235 Einwohner (Stand: 1. Januar 2025). Verwaltungssitz ist der gleichnamige Ort Høylandet.

## Geografie

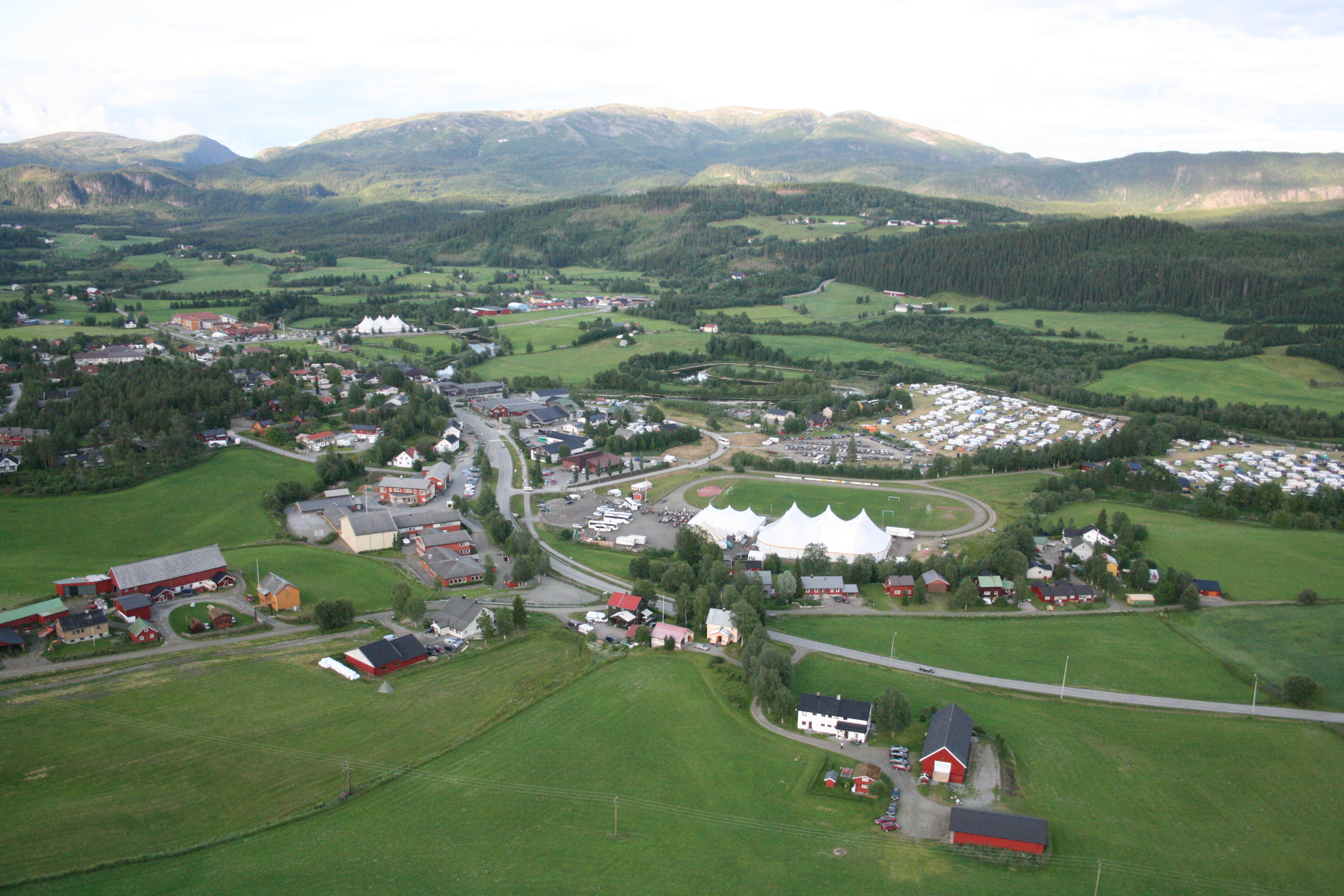
Luftbild der Ortschaft Høylandet, 2007

Die Gemeinde grenzt an die Kommunen Bindal im Norden, Namsskogan im Osten, Grong im Südosten, Overhalla im Südwesten sowie Namsos und Nærøysund im Westen. Die Grenze zu Bindal ist dabei zugleich die Grenze zwischen den Provinzen Trøndelag und Nordland. Im Nordwesten, an der Grenze zu Nærøysund, liegt der See Innerfolda. An dessen südwestlichen Ufer liegt der Ort Kongsmoen, von wo aus sich Richtung Süden das Haupttal der Gemeinde erstreckt. An der westlichen und östlichen Seite dieses Tals befinden sich Erhebungen mit bis zu 900 moh. Im Zentrum von Høylandet liegt der See Øyvatnet, noch weiter südlich befinden sich mit dem Storgrønningen und dem Grungstadvatnet weitere Seen. Die höchste Erhebung ist der Nonsfjellet (samisch: Joevejællatjahke) mit einer Höhe von 927,1 moh. an der nördlichen Grenze der Gemeinde.

## Einwohner
Die Einwohner leben vor allem im Haupttal der Kommune. Etwa die Hälfte der der Einwohner wohnen in oder in der Nähe des Verwaltungszentrums Høylandet, etwas südlich des Øyvatnet. Nach dem Zweiten Weltkrieg hielt sich die Einwohnerzahl zunächst stabil, in den 1980er-Jahren begann sie zu sinken. Die Ortschaft Høylandet ist der einzige sogenannte Tettsted, also die einzige Ansiedlung, die für statistische Zwecke als eine städtische Siedlung gewertet wird. Zum 1. Januar 2024 lebten dort 370 Einwohner.
Die Einwohner der Gemeinde werden Hålling genannt. Høylandet hat wie viele andere Kommunen der Provinz Trøndelag weder Nynorsk noch Bokmål als offizielle Sprachform, sondern ist in dieser Frage neutral.
| Jahr          | 1986 | 1990 | 1995 | 2000 | 2005 | 2010 | 2015 | 2020 | 2025 |
| ------------- | ---- | ---- | ---- | ---- | ---- | ---- | ---- | ---- | ---- |
| Einwohnerzahl | 1470 | 1409 | 1367 | 1335 | 1247 | 1270 | 1252 | 1231 | 1235 |

## Geschichte

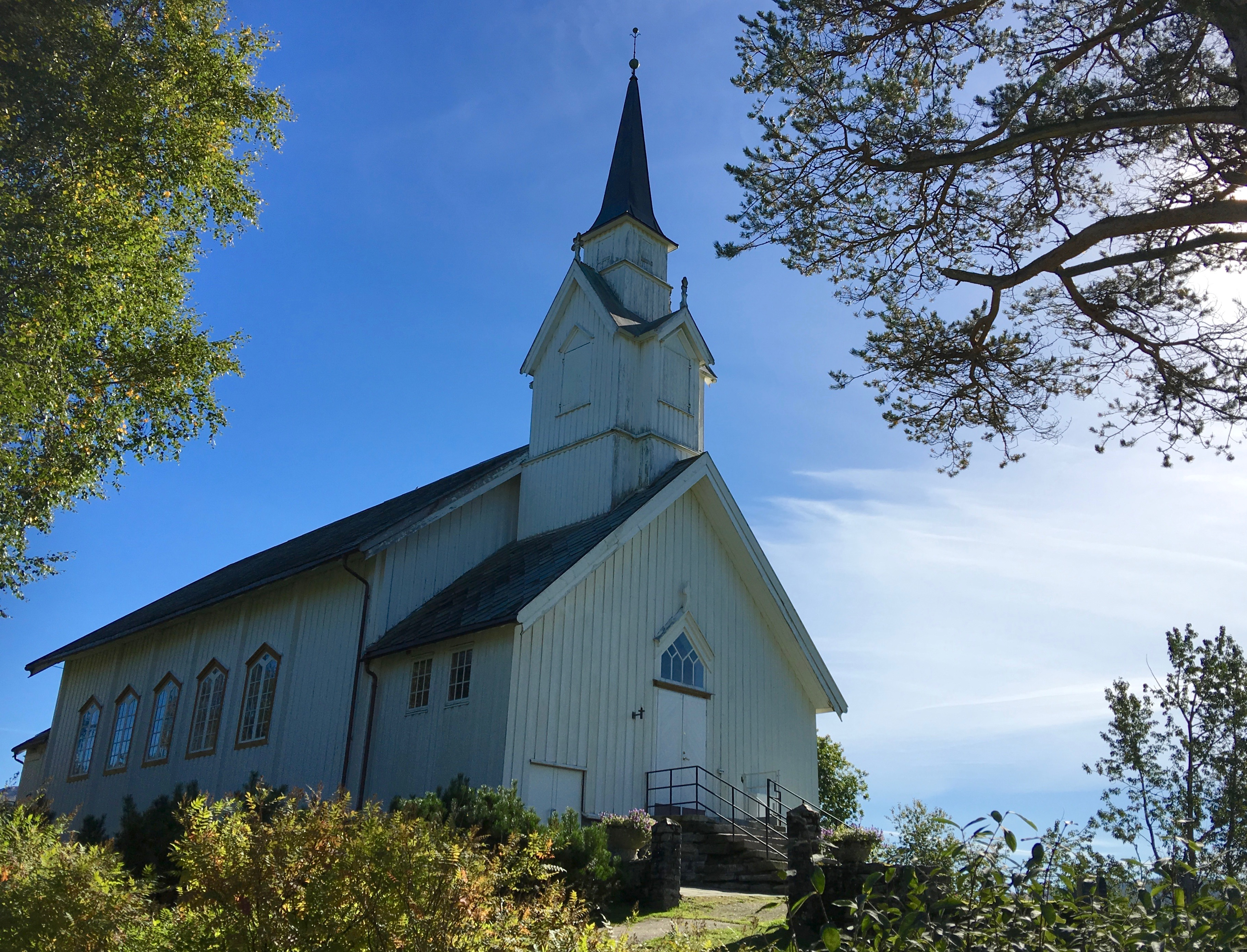
Kirche von Høylandet

In den Orten Eid, Mørkved, Romstad und Øy gibt es Funde aus der Steinzeit. In Høylandet liegt mit der Høylandet kirke eine Holzkirche aus dem Jahr 1860. Die Gemeinde Høylandet entstand am 1. Januar 1901, als sie von Grong ausgegliedert und somit eigenständig wurde. Zu diesem Zeitpunkt lebten 1046 Personen in Høylandet. Zum 1. Januar 1964 wurde ein Teil der damaligen Kommune Foldereid mit damals 221 Einwohnern eingegliedert.
Bis zum 31. Dezember 2017 gehörte Høylandet der damaligen Provinz Nord-Trøndelag an. Diese ging im Zuge der Regionalreform in Norwegen in die zum 1. Januar 2018 neu geschaffene Provinz Trøndelag über.

## Wirtschaft und Infrastruktur

### Verkehr
In Nord-Süd-Richtung durchquert der Fylkesvei 17 (auch „Küstenstraße“ genannt) die Gemeinde, der entlang der norwegischen Westküste von Steinkjer nach Bodø führt. Bei Høylandet zweigt der Fylkesvei 775 ab, der die Verbindung zur Europastraße 6 (E6) und der Bahnlinie Nordlandsbanen in der Nachbargemeinde Grong herstellt. Etwas weiter nördlich von Høylandet mündet der Fylkesvei 776 in die Küstenstraße. Von der Küstenstraße aus  führt er in Richtung Nordwesten.

### Wirtschaft
Für die Wirtschaft ist vor allem die Land- und Forstwirtschaft von Bedeutung. In der landwirtschaftlichen Produktion ist die Rinderhaltung am stärksten verbreitet, zudem wird Getreide angebaut. Nur eher spärlich ausgebaut ist die Industrie, die sich hauptsächlich aus Holzverarbeitungsbetrieben zusammensetzt.

## Name und Wappen
Das seit 1990 offizielle Wappen der Kommune zeigt einen silbernen Schwan auf grünem Hintergrund. Es soll die jährlich durch die Gemeinden ziehenden Schwäne symbolisieren. Der Gemeindename setzt sich aus den beiden Bestandteilen „Høy“ und „-land“ zusammen, erster bedeutet in diesem Fall „Heu“. Der Name insgesamt soll also bedeuten, dass es sich um eine Gegend handelt, in der gut Heu hergestellt werden kann.

## Persönlichkeiten
- Pål Tyldum (* 1942), Skilangläufer